# オッティーリオ
オッティーリオ（伊: Ottiglio）は、イタリア共和国ピエモンテ州アレッサンドリア県にある基礎自治体（コムーネ）。人口は約600人である。

## 地理

### 位置・広がり
| 隣接するコムーネは以下の通り。括弧内のATはアスティ県所属を示す。 - カゾルツォ (AT) - チェッラ・モンテ - チェレゼート - フラッシネッロ・モンフェッラート - グラッツァーノ・バドーリオ (AT) - モンカルヴォ (AT) - オリーヴォラ - サーラ・モンフェッラート |

### 地震分類
イタリアの地震リスク階級 (it) では、4 に分類される
。